# Attentat de la Manchester Arena
Cet article concerne l'attentat de 2017. Pour l'attentat de 1992, voir Attentat de Manchester de 1992. Pour celui de 1996, voir Attentat de Manchester de 1996.
L'attentat de la Manchester Arena est un attentat-suicide terroriste islamiste qui s'est déroulé à la Manchester Arena (Manchester, Royaume-Uni), le 22 mai 2017 vers 22 h 33 (heure locale), à la sortie d'un concert de la chanteuse américaine Ariana Grande, lors de son Dangerous Woman Tour. Perpetré par un Mancunien d'origine libyenne qui se fait exploser au milieu de la foule quittant le concert, il s'agit de l'attaque la plus meurtrière commise au Royaume-Uni depuis les attentats de Londres du 7 juillet 2005.
L'explosion fait vingt-trois morts (dont le terroriste), 237,, blessés dont vingt-huit grièvement,, et a traumatisé 670 personnes. De nombreuses victimes sont des enfants, des adolescents et leurs parents. L'attentat a eu lieu dans un espace public, en dehors du bâtiment. Il est plus tard revendiqué par l'organisation État islamique, via son organe de propagande Amaq.

## Contexte
L’attentat de Manchester survient deux mois jour pour jour après l'attaque de Westminster, revendiquée par l'État islamique, qui a fait cinq morts et une quarantaine de blessés.
L'attentat a lieu pendant la campagne pour les élections législatives prévues pour le 8 juin 2017, seize jours plus tard et quatre ans jour pour jour après le meurtre de Lee Rigby.

## Attaque suicide
Le 22 mai 2017 à 22 h 15 une personne devant le hall d'entrée signale Salman Abedi, habillé de noir et portant un gros sac à dos, aux services de sécurité de l'Arena. Un garde le repère mais dira qu'il n'est pas intervenu, craignant de se tromper et d'être traité de raciste. Le garde de sécurité tente d'utiliser sa radio pour alerter la salle de contrôle mais n'y parvient pas.
Environ cinq minutes plus tard, à 22 h 31 le kamikaze déclenche sa bombe improvisée, bourrée d'écrous et de boulons pour provoquer un effet shrapnel, devant le hall d'entrée de la Manchester Arena. Cette attaque survient à la sortie du concert d'Ariana Grande, étape de sa tournée Dangerous Woman Tour,. Quatorze-mille-deux-cents personnes assistaient au concert. Beaucoup de ceux qui en sortaient et les parents qui les attendaient étaient à l'extérieur du hall d'entrée au moment de l'explosion. Il sera démontré à l'aide de preuves que la bombe était assez puissante pour tuer jusqu'à 20 mètres de distance.
La police du Grand Manchester déclare qu'il s'agit d'une attaque terroriste et d'un attentat-suicide. Il s'agit de l'attaque la plus meurtrière depuis celle du 7 juillet 2005 à Londres.

## Enquête
L'auteur de l'attentat-suicide, Salman Ramadan Abedi, né le 31 décembre 1994, retrouvé mort, est un Mancunien d'origine libyenne. Il est le deuxième des quatre enfants d'un couple de réfugiés libyens en Angleterre. Ayant fui le régime de Mouammar Kadhafi, ils se sont d'abord installés à Londres, puis dans le quartier de Whalley Range à Manchester, et enfin dans le quartier résidentiel de Fallowfield, au sud de Manchester. Selon The Times, Abedi faisait partie d'un groupe d'étudiants qui accusèrent d'islamophobie un de leurs professeurs pour avoir critiqué les attentats-suicide,. Les voisins décrivent la famille Abedi, comme très traditionnelle et très pieuse. Son frère aîné Ismaël et, avant 2011, son père, fréquentaient assidument la mosquée de Didsbury, connue pour son orientation salafiste. Il combat pendant la guerre civile libyenne de 2011 au sein du Groupe islamique combattant en Libye, une milice anti-Kadhafi soutenue par le Qatar et le Royaume-Uni.
Dans les jours qui suivent la police annonce l'arrestation de treize personnes soupçonnées d'être « en lien » avec l'attaque (dont Ismaël, le frère aîné de Salman, arrêté à Chorlton-cum-Hardy, et Hachem, un autre frère, et son père, Ramadan Abedi, arrêtés à Tripoli), onze étant toujours placées en garde à vue le 27 mai. Le chef de la police de Manchester, Ian Hopkins (en), déclare que l’enquête porte sur un réseau autour du terroriste.
La Secrétaire d'État à l'Intérieur du Royaume-Uni, Amber Rudd, s'est dite ennuyée par la divulgation aux médias d'informations confidentielles provenant des États-Unis dans les heures qui ont suivi l'attaque. La police britannique souhaitait contrôler les flux d'informations pour garder l'effet de surprise afin de mener à bien leur enquête. Amber Rudd a rappelé au Gouvernement fédéral des États-Unis et à la Communauté du renseignement des États-Unis « que cela ne devait plus arriver ». Cette irritation aurait, selon The Guardian, « tourné au désespoir » avec le ministre de l'Intérieur français, Gérard Collomb, révélant encore davantage de détails du renseignement britannique à la télévision,.
Si l'Irak et la Syrie sont les principaux foyers de l'État islamique, le journaliste de France 24 spécialiste des mouvements djihadistes, Wassim Nasr, considère que le Yémen, l'Indonésie, les Philippines, la Libye (de 3 300 à 5 500 combattants partis pour l'étranger) et la Tunisie ne peuvent être négligés. En Libye, la ville de Syrte n'a été reprise aux djihadistes qu'après sept mois de combat.
Le MI5 annonce également avoir lancé deux enquêtes internes destinées à déterminer comment il a pu manquer de noter et de prendre en compte le danger représenté par l'auteur de l'attentat, alors que les autorités avaient été averties plusieurs fois d'actions terroristes imminentes.
Selon des sources policières allemande, Abedi a transité par l'aéroport de Düsseldorf alors qu'il rentrait d'Istanbul quatre jours avant l'attentat. Le ministre de l'intérieur français, Gérard Collomb, a déclaré dans une interview à BFM TV qu'Abedi était peut-être allé en Syrie et avait des liens "prouvés" avec l'État islamique.

### Liens avec l'organisation des Frères musulmans
Selon un enregistrement secret découvert par la BBC, Mostafa Graf, l'imam de la mosquée de Didsbury, où se rendait Salman Abedi et sa famille, avait lancé un appel au djihad armé dix jours avant que le terroriste n'achète son billet pour le concert.
À la suite de ces révélations, la police de Manchester a ouvert une enquête sur la mosquée et son imam, par ailleurs ancien combattant d'une milice islamiste en Libye,.
Mostafa Graf est membre de l’Union internationale des savants musulmans, organisation fondée par les Frères musulmans et Youssef al-Qaradâwî. Al-Qaradawi est connu pour avoir affirmé « les attentats suicides sont un devoir ».
D'après Haras Rafiq, responsable du think-tank Quilliam, interviewé en 2017 par le Guardian, la mosquée de Didbury est dirigée par les Frères musulmans.
La mosquée de Didsbury est contrôlée par The Islamic Center (Manchester), une association anglaise dirigée par le Dr. Haytham al-Khaffaf, qui est aussi administrateur du Human Relief Foundation, organisation des Frères musulmans considérée comme terroriste par Israël,,. Entre 2015 et 2016, la Human Relief Foundation du Dr. Haytham al-Khaffaf a reçu plus de 1,5 million de livres de la Qatar Charity, qui fait aussi l'objet d'une surveillance du contre-terrorisme américain,. En janvier 2019, l'enquête sur le sermon sur le « jihad armé » qui aurait été prononcé dans la mosquée Didsbury est close sans révéler qu'aucune infraction n'avait été commise.

## Revendication
À 12 h 50 (UTC+1) le lendemain, l'État islamique revendique l'attentat via son agence de propagande Amaq.

## Victimes
L'attentat a fait vingt-deux morts (sans compter le terroriste) et deux cent cinquante blessés dont dix-neuf grièvement, le bilan reste provisoire. De nombreuses victimes sont des enfants, des adolescents et leurs parents,.
| Pays d'origine | Morts | Blessés | Total | Réf.   |
| -------------- | ----- | ------- | ----- | ------ |
| Royaume-Uni    | 20    | 8       | 28    | ,      |
| Pologne        | 2     | 1       | 3     | [ 58 ] |
| Indéterminé    | -     | 241     | 241   | [ 8 ]  |
| Total          | 22    | 250     | 272   | ,      |

## Enquête et procès
Hashem Abedi, le frère du kamikaze, est condamné le 20 août 2020 par la cour criminelle de l'Old Bailey à la prison à perpétuité assortie de 55 ans de peine de sûreté, pour meurtres, tentatives de meurtres et complot en vue de mettre en danger la vie d'autrui, car il avait aidé à la fabrication de la bombe. Il est incarcéré à la prison de haute sécurité de Belmarsh.
Durant l'audition se tenant à Manchester, alors que l'enquête publique examine les circonstances avant et pendant le bombardement, il est précisé que le terroriste, « vêtu de noir et portant un grand sac à dos volumineux », avait été repéré et signalé à la sécurité à 22 h 15 le 22 mai 2017. Kyle Lawler, agent de sécurité sur place, bien qu'ayant un « mauvais pressentiment » à propos de Salman Abedi mais n’ayant « rien pour le justifier » n'avait pas donné l'alerte. Il donne pour raison : « J'avais peur de me tromper et d'être qualifié de raciste si je me trompais et que j'aurais eu des ennuis. Cela m'a fait hésiter. »
En juin 2021, l'enquête publique met particulièrement en cause l'exploitant de la Manchester Arena, son fournisseur de sécurité Showsec et la police britannique des transports. Selon elle, ces trois organismes « principalement responsables » d'un « certain nombre d'occasions manquées » pour arrêter le tueur, auraient « dû empêcher ou minimiser l'impact dévastateur de l'attaque ».
Des rapports d'investigations en 2022 et 2023 pointent les failles des services de renseignements britanniques pour prévenir l'attaque, ainsi que la réaction des secours, désorganisée et inadaptée face à la situation de crise.

## Répercussions internationales

### Réactions des autorités politiques
- Allemagne : « Toute ma sympathie va aux victimes et à ceux qui ont été touchés. Je pense également à leurs proches, à leur chagrin et à leur désespoir », a réagi la chancelière allemande, Angela Merkel. Elle « assure également aux Britanniques que l'Allemagne se tient à leurs côtés »[65].
- Espagne : le Premier ministre espagnol, Mariano Rajoy, a adressé ses condoléances « aux familles des victimes », et a souhaité un « prompt rétablissement » aux blessés.
- États-Unis : Donald Trump déclare : « Tellement de jeunes gens magnifiques, vivants et aimant la vie, assassinés par des perdants [losers] malfaisants. Je ne les appellerai pas des monstres car ils aimeraient trop ce mot »[66].
- France : le président de la République Emmanuel Macron adresse « toute la compassion et la sollicitude de la France au peuple britannique »[67].
- Inde : le président indien Pranab Mukherjee a adressé ses pensées « au gouvernement et au peuple britannique ».
- Russie : Vladimir Poutine qualifie l'attentat d'acte « cynique et inhumain » et exprime « ses sincères condoléances » au peuple britannique[68].
- Suisse : la présidente de la Confédération suisse Doris Leuthard condamne la « terrible attaque » de Manchester et adresse ses condoléances aux familles des victimes[69].
- Tunisie : le ministère des Affaires étrangères a condamné fermement cet attentat et a appelé la communauté internationale à s'unir contre la menace terroriste et a également exprimé ses condoléances au peuple et au gouvernement britanniques ainsi qu’à l’ensemble des familles des victimes[70].
- Turquie : à travers un communiqué de presse, le ministère des Affaires étrangères a condamné l'attaque[71].
- Union européenne : le président de la Commission européenne Jean-Claude Juncker exprime sa « sympathie » à la Première ministre et au « peuple britannique »[72].
- Vatican : le pape François est « profondément attristé » d'apprendre la nouvelle des « blessures et meurtres tragiques dus à cette attaque barbare de Manchester et exprime sa solidarité de tout cœur à ceux qui sont affectés par cet acte de violence insensée »[73].

### Réactions sur les réseaux sociaux
Dès le 23 mai 2017, la chanteuse Ariana Grande publie un tweet dans lequel elle se dit « brisée », ajoutant « Du fond du cœur, je suis affreusement désolée. Je n'ai pas de mots ». Le même jour, le réseau social Facebook a activé son « contrôle d’absence de danger » (Safety Check). Ce service permet à chaque utilisateur géolocalisé dans les zones dangereuses de signaler à ses amis qu’il est en sécurité.
Sur le réseau social Twitter, des centaines d’habitants de Manchester se sont exprimés sur le hashtag #RoomForManchester pour offrir des chambres à ceux qui se sont retrouvés bloqués en ville. L'initiative a été encouragée par le maire du Grand Manchester, Andy Burnham,.

### Hommages
- Le 23 mai, le jet d'eau de Genève, en Suisse, est illuminé en rouge et bleu en hommage aux victimes[78].
- Le 23 mai en France, la tour Eiffel et la tour Montparnasse sont symboliquement éteintes à partir de minuit[79] et le lendemain, tous les drapeaux français sont mis en berne sur les bâtiments et édifices publics en hommage aux victimes[80].
- Les drapeaux de l’Union européenne, en face de la Commission européenne à Bruxelles, sont en berne le lendemain de l'attentat[81], de même que ceux de plusieurs pays dans le monde[82].
- Le 4 juin 2017, Ariana Grande retourne à Manchester pour un concert de charité intitulé One Love Manchester. Plusieurs artistes dont Liam Gallagher, Little Mix, Justin Bieber, Katy Perry, Take That, Coldplay ou encore Miley Cyrus se produisent à ses côtés lors de ce concert dont les bénéfices seront reversés aux blessés et familles des victimes de l'attaque[83].
- Le 13 juin 2017, la Garde Républicaine et les chœurs de l'armée française reprennent la chanson "Don't look back in anger[84]" d'Oasis avant la rencontre de football France-Angleterre au Stade de France.
- Le 17 août 2018, Ariana Grande sort son 4e album studio intitulé Sweetener. L'album contient la chanson Get Well Soon, d'une durée de 5 minutes 22, rappelant la date de l'attentat, et contenant 40 secondes de silence en hommage aux victimes.

Drapeau du Royaume-Uni projeté sur la façade du Tel Aviv City Hall.

## Documentaires télévisés
- « L'attaque de Manchester » dans Ces crimes qui ont choqué le monde sur Numéro 23, RMC Découverte et Investigation.
- “ Dangerous Woman Diaries ” sur YouTube par Ariana Grande(épisode 4)